# 207 (nombre)
« Deux cent-sept » redirige ici. Pour l'année, voir 207.
207 (deux cent-sept) est l'entier naturel qui suit 206 et qui précède 208.

## En mathématiques
Deux cent-sept est :
- Un nombre de Wedderburn-Etherington.
- Un nombre Harshad.

## Dans d'autres domaines
Deux cent-sept est aussi :
- Le code téléphonique pour l'État du Maine aux États-Unis.
- Le modèle d'une voiture : Peugeot 207, produite depuis 2006.
- Années historiques : -207, 207.